# Island Girl
"Island Girl" er en sang af Elton John fra albummet Rock of the Westies (1975). Sangen blev skrevet af Elton John og Bernie Taupin.

## Udgivelse
Sangen blev udgivet som albummets første single i september 1975. B-siden var "Sugar on the Floor" som blev skrevet af Kiki Dee, der sang i duet med Elton John i mange lejligheder, især med singlen "Don't Go Breaking My Heart" fra 1976.
"Island Girl" nåede førstepladsen på Billboard Hot 100 og nummer 14 i Storbritannien i 1975. Sangen blev certificeret guld i 1975 og platin i 1995 af Recording Industry Association of America.

## Sporliste
1. "Island Girl" – 3:42 (Elton John, Bernie Taupin)
2. "Sugar on the Floor" – 4:31 (Kiki Dee)